# Birmingham Edgbaston
Circonscription parlementaire de la Chambre des communes
La circonscription de Birmingham Edgbaston  est une circonscription électorale britannique située dans la ville de Birmingham, et représentée à la Chambre des communes du Parlement britannique.

## Géographie
La circonscription comprend :
- La partie ouest de la ville de Birmingham
- Les wards de Bartley Green, Edgbaston, Harbone et Quinton

## Députés
Les Members of Parliament (MPs) de la circonscription sont :
| Législature                             | Années       | Député              | Député        | Parti             |
| --------------------------------------- | ------------ | ------------------- | ------------- | ----------------- |
| Birmingham Edgbaston issue de Bigminham |              |                     |               |                   |
| 23e                                     | 1885–1886    |                     | George Dixon  | Libéral           |
| 24e                                     | 1886–1892    |                     | George Dixon  | Libéral-unioniste |
| 25e                                     | 1892–1895    |                     | George Dixon  | Libéral-unioniste |
| 26e                                     | 1895–1898    |                     | George Dixon  | Libéral-unioniste |
| 26e                                     | 1898-1900    |                     | Francis Lowe  | Conservateur      |
| 27e                                     | 1900–1906    |                     | Francis Lowe  | Conservateur      |
| 28e                                     | 1906–1910    |                     | Francis Lowe  | Conservateur      |
| 29e                                     | 1910–1910    |                     | Francis Lowe  | Conservateur      |
| 30e                                     | 1910–1918    |                     | Francis Lowe  | Conservateur      |
| 31e                                     | 1918–1922    |                     | Francis Lowe  | Conservateur      |
| 32e                                     | 1922–1923    |                     | Francis Lowe  | Conservateur      |
| 33e                                     | 1923–1924    |                     | Francis Lowe  | Conservateur      |
| 34e                                     | 1924–1929    |                     | Francis Lowe  | Conservateur      |
| 35e                                     | 1929–1931    |                     | Francis Lowe  | Conservateur      |
| 36e                                     | 1931–1935    |                     | Francis Lowe  | Conservateur      |
| 37e                                     | 1935–1940    |                     | Francis Lowe  | Conservateur      |
| 37e                                     | 1940-1945    | Neville Chamberlain |               | Conservateur      |
| 38e                                     | 1945–1950    | Neville Chamberlain |               | Conservateur      |
| 39e                                     | 1950–1951    | Neville Chamberlain |               | Conservateur      |
| 40e                                     | 1951–1953    | Neville Chamberlain |               | Conservateur      |
| 40e                                     | 1953-1955    | Edith Pitt          |               | Conservateur      |
| 41e                                     | 1955–1959    | Edith Pitt          |               | Conservateur      |
| 42e                                     | 1959–1964    | Edith Pitt          |               | Conservateur      |
| 43e                                     | 1964–1966    | Edith Pitt          |               | Conservateur      |
| 44e                                     | 1966–1970    | Jill Knight         |               | Conservateur      |
| 45e                                     | 1970–1974    | Jill Knight         |               | Conservateur      |
| 46e                                     | 1974–1974    | Jill Knight         |               | Conservateur      |
| 47e                                     | 1974–1979    | Jill Knight         |               | Conservateur      |
| 48e                                     | 1979–1983    | Jill Knight         |               | Conservateur      |
| 49e                                     | 1983–1987    | Jill Knight         |               | Conservateur      |
| 50e                                     | 1987–1992    | Jill Knight         |               | Conservateur      |
| 51e                                     | 1992–1997    | Jill Knight         |               | Conservateur      |
| 52e                                     | 1997–2001    |                     | Gisela Stuart | Travailliste      |
| 53e                                     | 2001–2005    |                     | Gisela Stuart | Travailliste      |
| 54e                                     | 2005–2010    |                     | Gisela Stuart | Travailliste      |
| 55e                                     | 2010–2015    |                     | Gisela Stuart | Travailliste      |
| 56e                                     | 2015–2017    |                     | Gisela Stuart | Travailliste      |
| 57e                                     | 2017–2019    | Preet Gill          |               | Travailliste      |
| 58e                                     | 2019–Présent | Preet Gill          |               | Travailliste      |

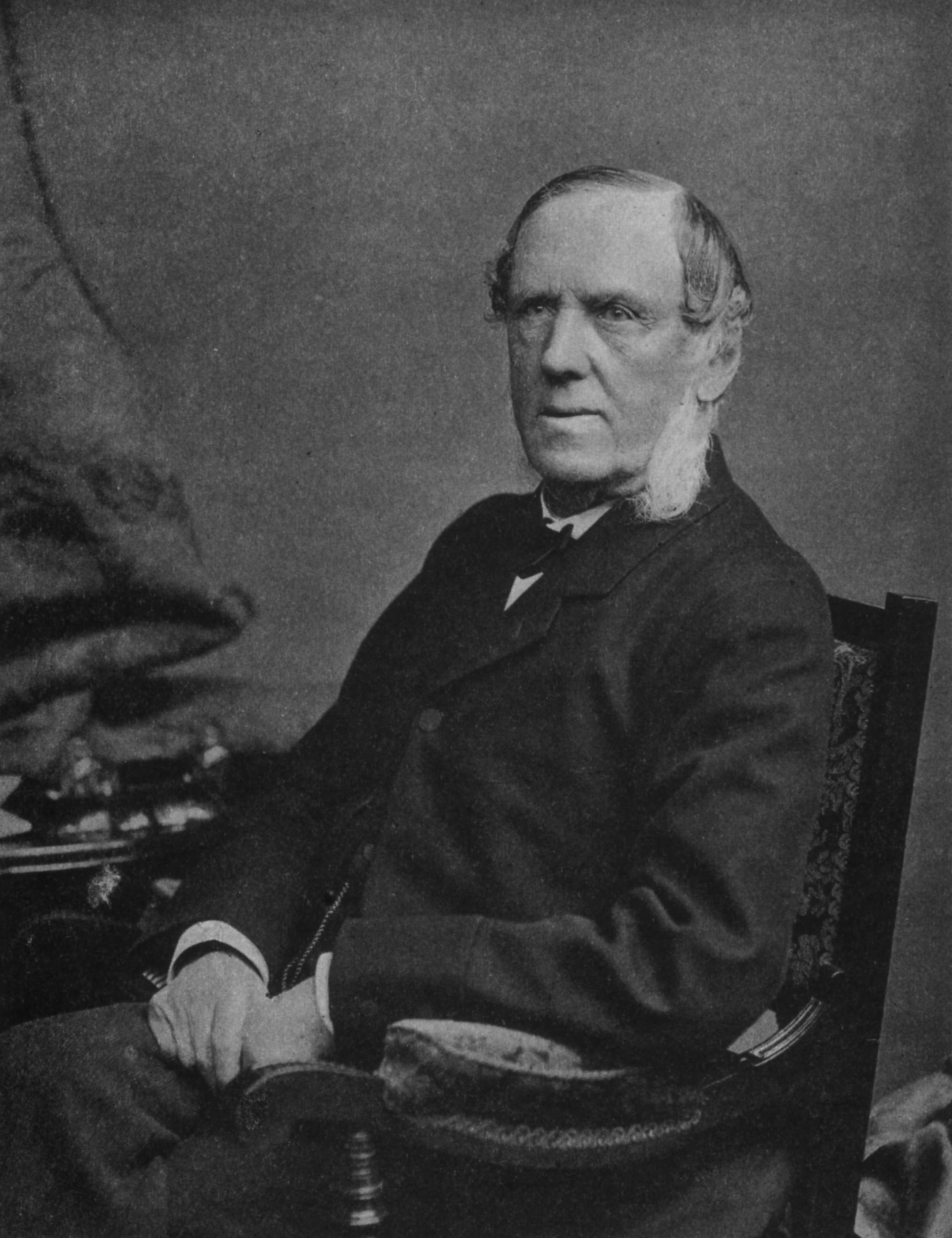
George Dixon (1885-1898)
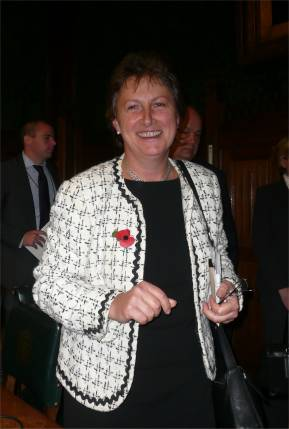
Gisela Stuart (1997-2017)
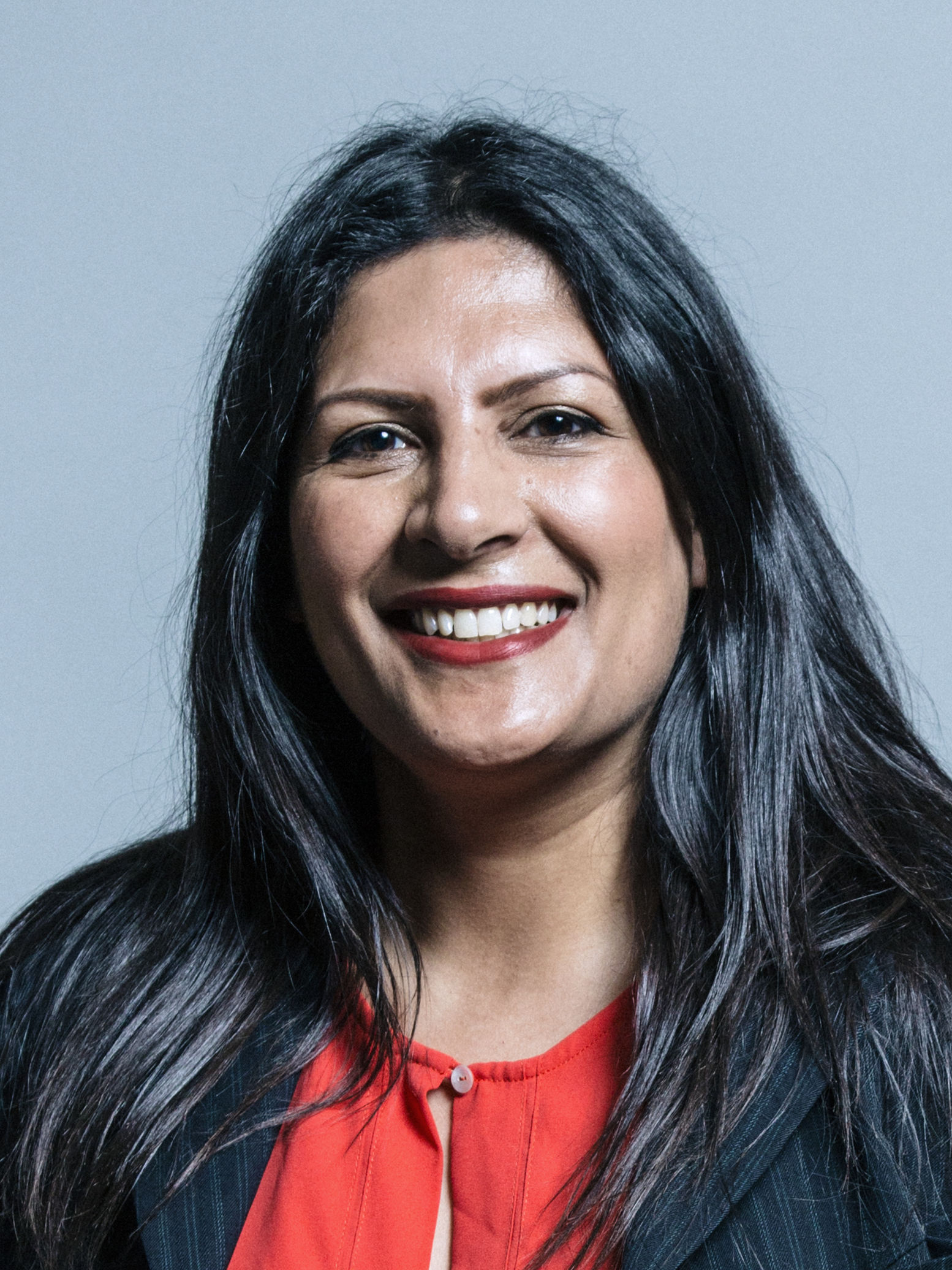
Preet Gill (2017-Présent)